# Giv‘at HaMore
Giv‘at HaMore (hebreiska: גבעת המורה, Giv’at HaMore) är en kulle i Israel.   Den ligger i distriktet Norra distriktet, i den norra delen av landet. Toppen på Giv‘at HaMore är 504 meter över havet.
Terrängen runt Giv‘at HaMore är kuperad åt nordost, men åt sydväst är den platt.Runt Giv‘at HaMore är det ganska tätbefolkat, med 80 invånare per kvadratkilometer. Närmaste större samhälle är ‘Afula ‘Illit, 2,7 km nordväst om Giv‘at HaMore. Trakten runt Giv‘at HaMore består till största delen av jordbruksmark.